# Pteropsaron
Pteropsaron és un gènere de peixos de la família dels percòfids i de l'ordre dels perciformes.

## Etimologia
Pteropsaron prové dels mots grecs pteron (ala, aleta) i psaron (gris, amb diferents colors).

## Distribució geogràfica
Es troba al Pacífic nord-occidental (el Japó, Corea del Sud i Taiwan), el Pacífic occidental central (Indonèsia, les illes Filipines i, probablement també, la república de Palau), el Pacífic sud-occidental (l'Île des Pins -Nova Caledònia-), el Pacífic oriental (les illes Hawaii i Xile) i l'Índic occidental (les costes de l'Àfrica oriental des de Somàlia fins a KwaZulu-Natal -Sud-àfrica-).

## Taxonomia
- Pteropsaron evolans (Jordan & Snyder, 1902)[22][23]
- Pteropsaron heemstrai (Nelson, 1982)[24]
- Pteropsaron incisum (Gilbert, 1905)[25]
- Pteropsaron natalensis (Nelson, 1981)[24]
- Pteropsaron neocaledonicus (Fourmanoir & Rivaton, 1979)[26]
- Pteropsaron springeri (Smith & Johnson, 2007)[27][28][29][30][31][32][33][34][35]

### Cladograma
| Pteropsaron | \| \| Pteropsaron evolans \| \| \| \| \| \| Pteropsaron heemstrai \| \| \| \| \| \| Pteropsaron incisum \| \| \| \| \| \| Pteropsaron natalensis \| \| \| \| \| \| Pteropsaron neocaledonicus \| \| \| \| \| \| Pteropsaron springeri \| \| \| \| |
|             | \| \| Pteropsaron evolans \| \| \| \| \| \| Pteropsaron heemstrai \| \| \| \| \| \| Pteropsaron incisum \| \| \| \| \| \| Pteropsaron natalensis \| \| \| \| \| \| Pteropsaron neocaledonicus \| \| \| \| \| \| Pteropsaron springeri \| \| \| \| |
|             | Acanthaphritis |
|             | |
|             | Bembrops |
|             | |
|             | Chrionema |
|             | |
|             | Dactylopsaron |
|             | |
|             | Enigmapercis |
|             | |
|             | Hemerocoetes |
|             | |
|             | Matsubaraea |
|             | |
|             | Osopsaron |
|             | |
|             | Percophis |
|             | |
|             | Squamicreedia |
|             | |
|             | Pteropsaron evolans |
|             | |
|             | Pteropsaron heemstrai |
|             | |
|             | Pteropsaron incisum |
|             | |
|             | Pteropsaron natalensis |
|             | |
|             | Pteropsaron neocaledonicus |
|             | |
|             | Pteropsaron springeri |
|             | |

|  | Pteropsaron evolans        |
|  |                            |
|  | Pteropsaron heemstrai      |
|  |                            |
|  | Pteropsaron incisum        |
|  |                            |
|  | Pteropsaron natalensis     |
|  |                            |
|  | Pteropsaron neocaledonicus |
|  |                            |
|  | Pteropsaron springeri      |
|  |                            |